# Hulda Lütken
Hulda Dagny Lütken, född 5 oktober 1896 i Elling socken, död 9 juli 1946, var en dansk författare och poet. Hon var syster till Povline Lütken (1893–1977), också hon författare.
Hulda Lütken var dotter till skolläraren Jens Peter Lütken (1859–1919) och dennes hustru Anna Nielsine Martine Nielsen (1869–1955), som var av en släkt bland resandefolket. Hon växte upp på Holmen skole, där fadern undervisade, och genomgick sin egen skolgång där. Efter att ha genomgått utbildning i hushållsarbete återvände hon till familjen för att hjälpa fadern med att driva skolan. Vid denna tid började hon skriva dikter och fick flera av dem publicerade i de lokala tidningarna. Hon gjorde debut med dikten Havfruen 1915, som publicerades i Vendsyssel Tidende. Hon gifte sig 1917 med installatören Jens Kristian Jensen, med vilken hon hade fått sonen Poul (född 1916). Äktenskapet upplöstes 1923 och barnet hamnade under faderns vårdnad. Hon flyttade till Köpenhamn för att utveckla sin författarförmåga och tillhörde under en tid kretsen kring diktaren Tom Kristensen.
Lütken debuterade i bokform med diktsamlingen Lys og Skygge 1927, som var inspirerad av senromantiken. Två år senare gav hon ut sin första roman, Degnens Hus, som utgick från hennes egen uppväxt och bakgrund. I diktsamlingarna Sjælens Have (1931), Lænken (1932) och Elskovs Rose (1934) finns inspiration från Edith Södergran och Karin Boye. I romanerna Lokesæd (1931) och De Uansvarlige (1933) rör hon sig mot realismen i sina skildringar av förhållandet mellan böckernas karaktärer. I romanen Mennesket paa Lerfødder. Bogen om en Sjæl (1943) skildrar hon en uppgörelse med sig själv vilket, bland annat, kommer till uttryck i frågan: ”Kanske är jag en kvinna med en mans själ?”.

## Utmärkelser
- Emma Bærentzens Legat (1930)
- Astrid Goldschmidts Legat (1934)
- Holger Drachmann-legatet (1938)
- Gyldendals Herman Bang legat (1942)
- Frøken Suhrs Forfatterlegat (1943)
- Tørsleff & Co.s litterære Hæderslegat (1943)
- Tagea Brandts rejselegat for kvinder (1945)